# Conopholis americana
Conopholis americana là loài thực vật có hoa thuộc họ Cỏ chổi. Loài này được (L.) Wallr. mô tả khoa học đầu tiên năm 1825.

## Hình ảnh

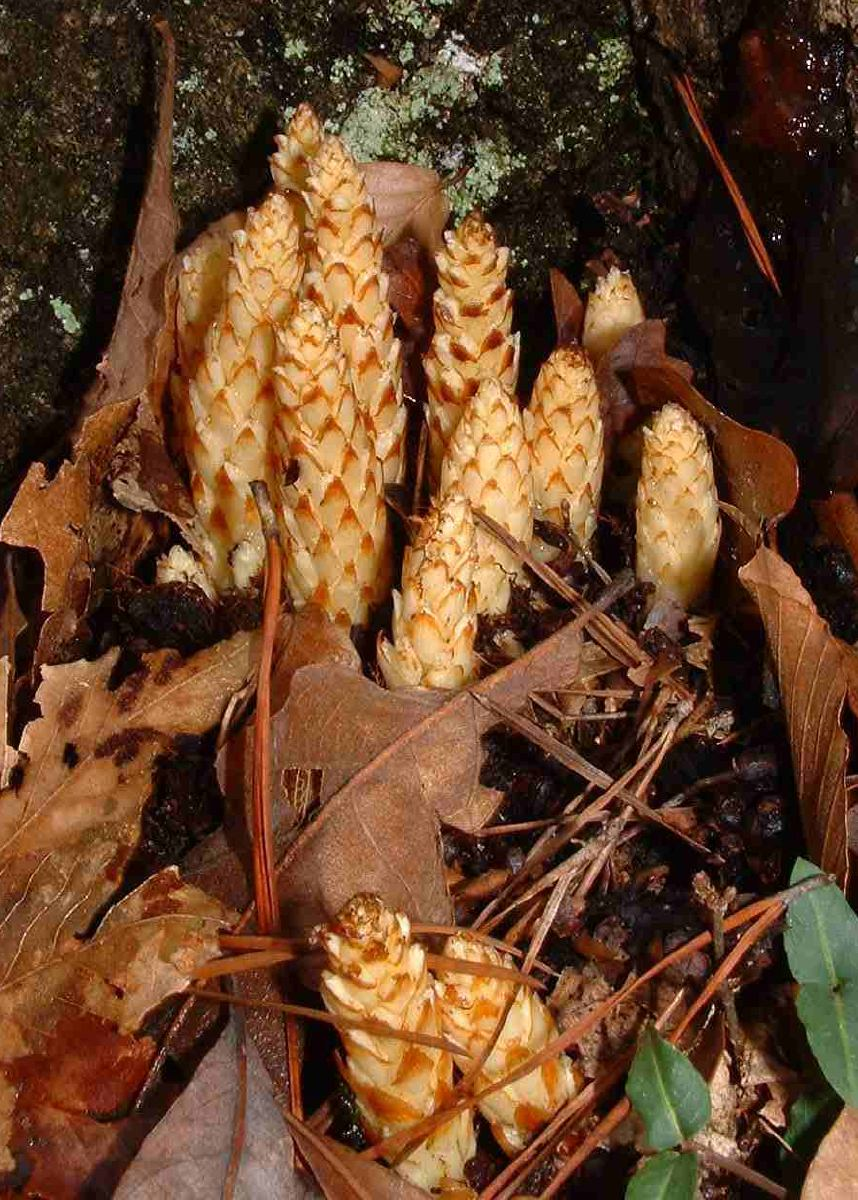
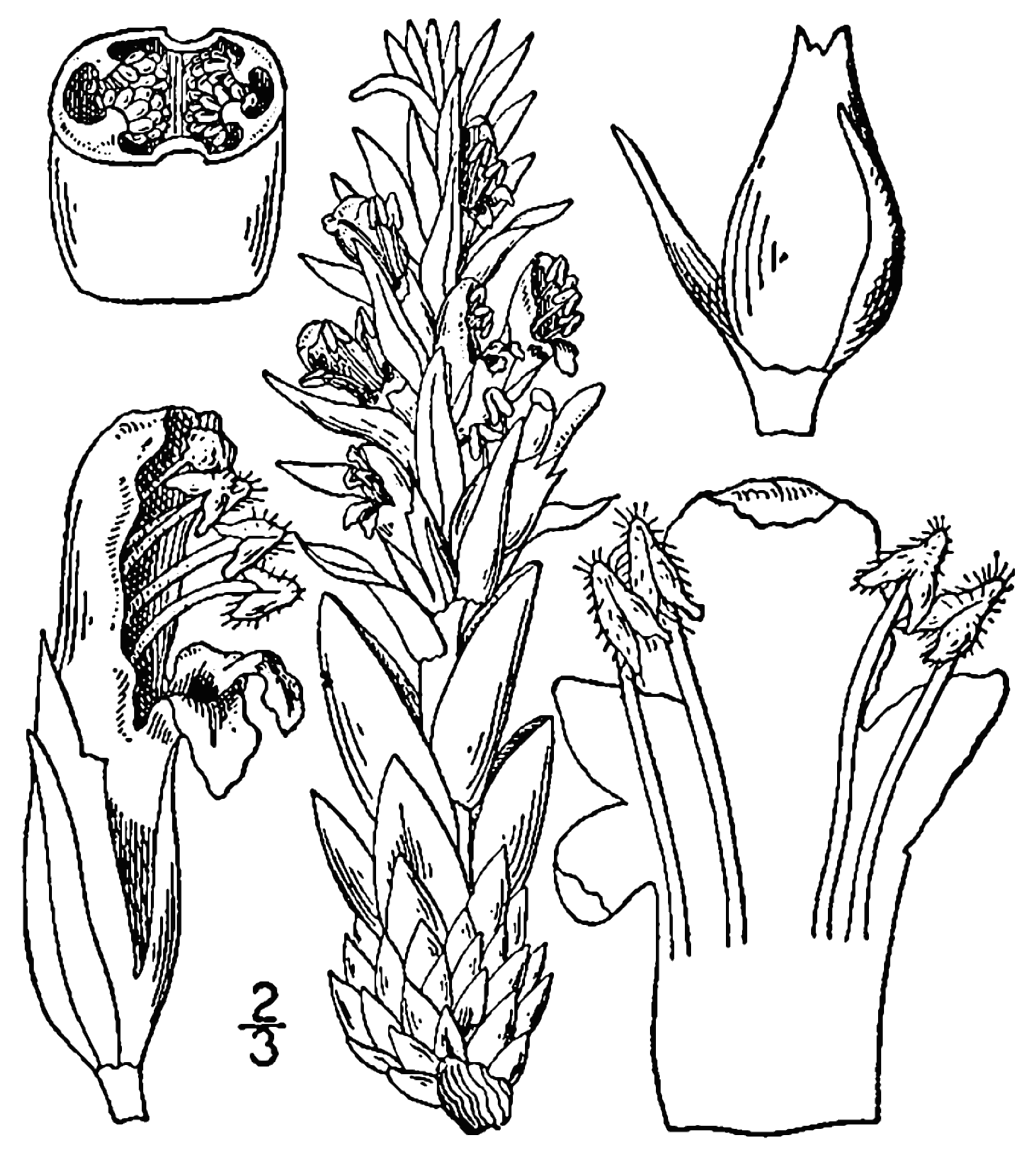
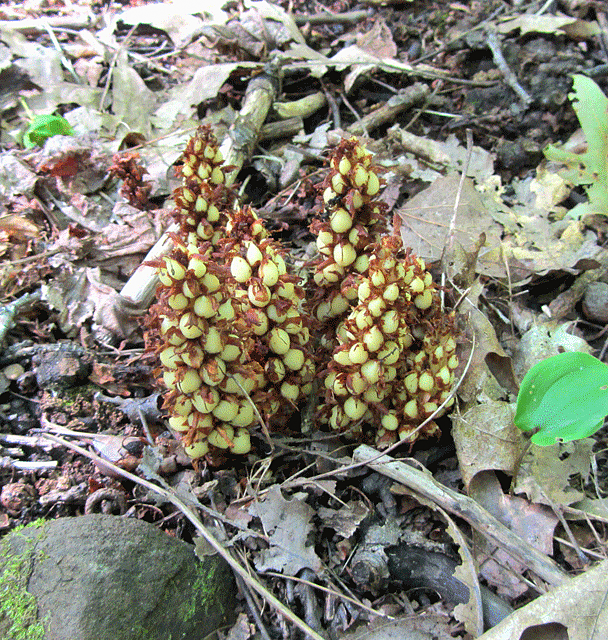
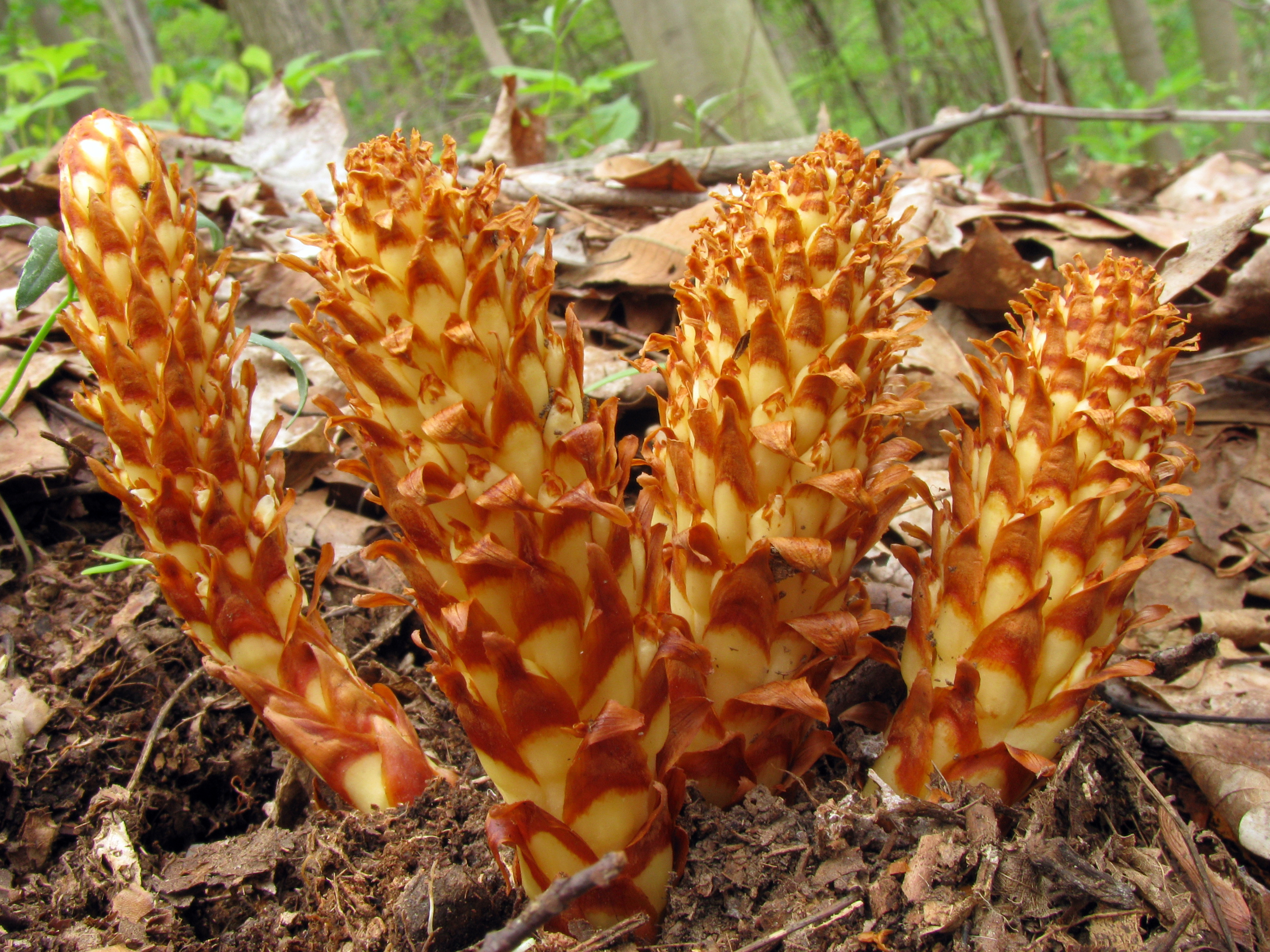